# Encephalartos woodii
Espèce
Synonymes
- Encephalartos altensteinii var. bispinnus J.M.Wood

Statut de conservation UICN

 EW  : Éteint à l'état sauvage
Statut CITES
Encephalartos woodii ou Cycas de Wood est une espèce éteinte à l'état sauvage de cycadophyte appartenant à la famille des Zamiaceae, connue seulement par une poignée de spécimens mâles, tous cultivés.

## Description et caractéristiques
C'est un grand cycadophyte, qui peut atteindre 6 m de hauteur pour un stipe (tronc) de 50 cm. Les palmes peuvent mesurer jusqu'à 2,5 m, porteuses de 70 à 150 pennes.

## Habitat
Cet arbre était endémique de la forêt oNgoye dans le KwaZulu-Natal (est de l'Afrique du Sud), mais est désormais éteint à l'état sauvage : les derniers spécimens en vie se trouvent dans des jardins botaniques, et descendent tous du même individu. Depuis 1907, année de découverte des trois spécimens sauvages connus, aucun autre spécimen n'a jamais été observé dans la nature.

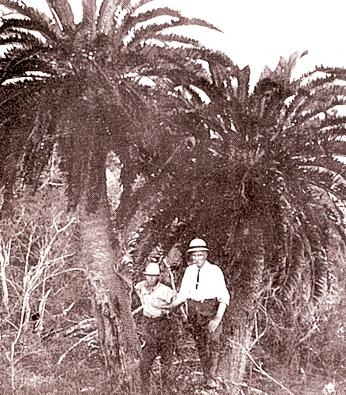
Les spécimens sauvages originels
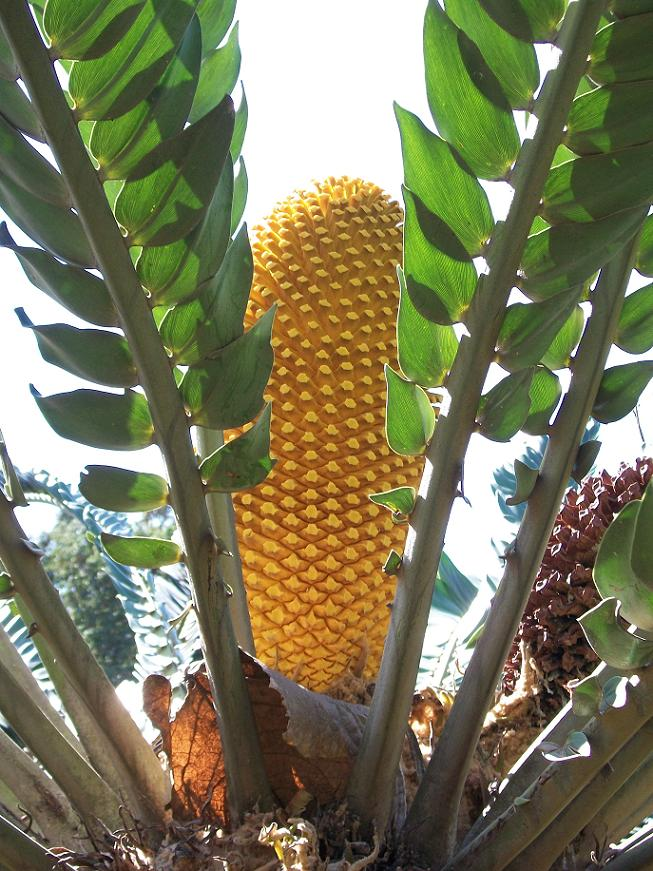
Cône
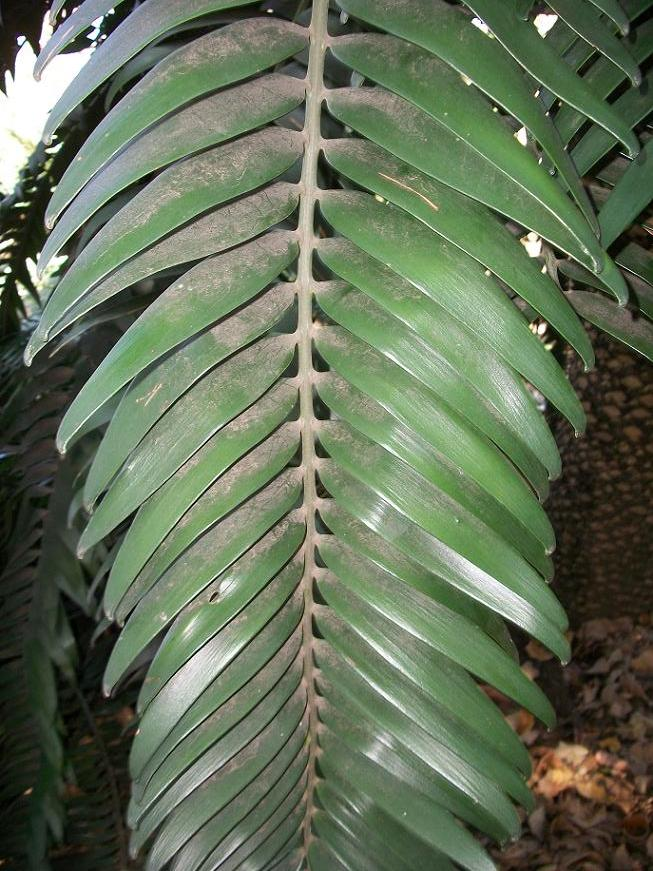
Feuille
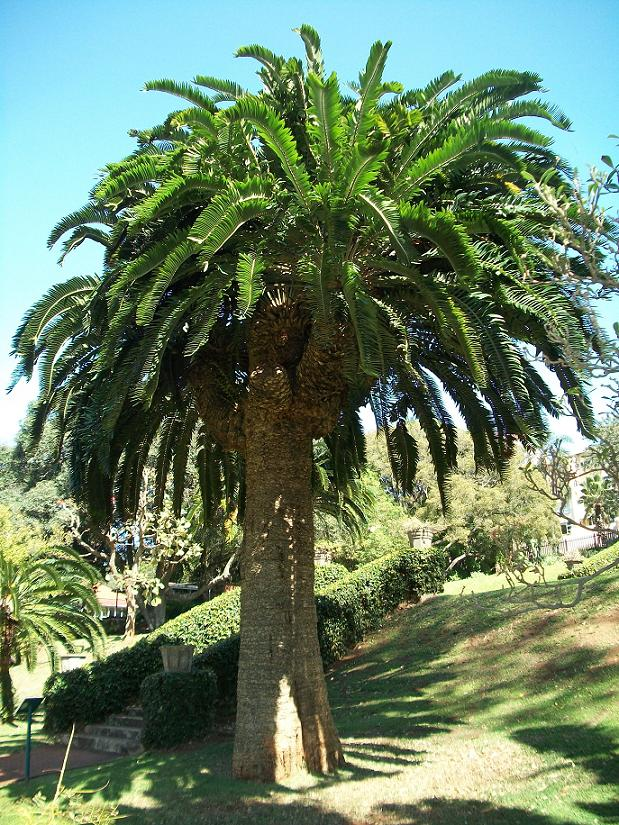
Le premier spécimen récolté, à Durban.
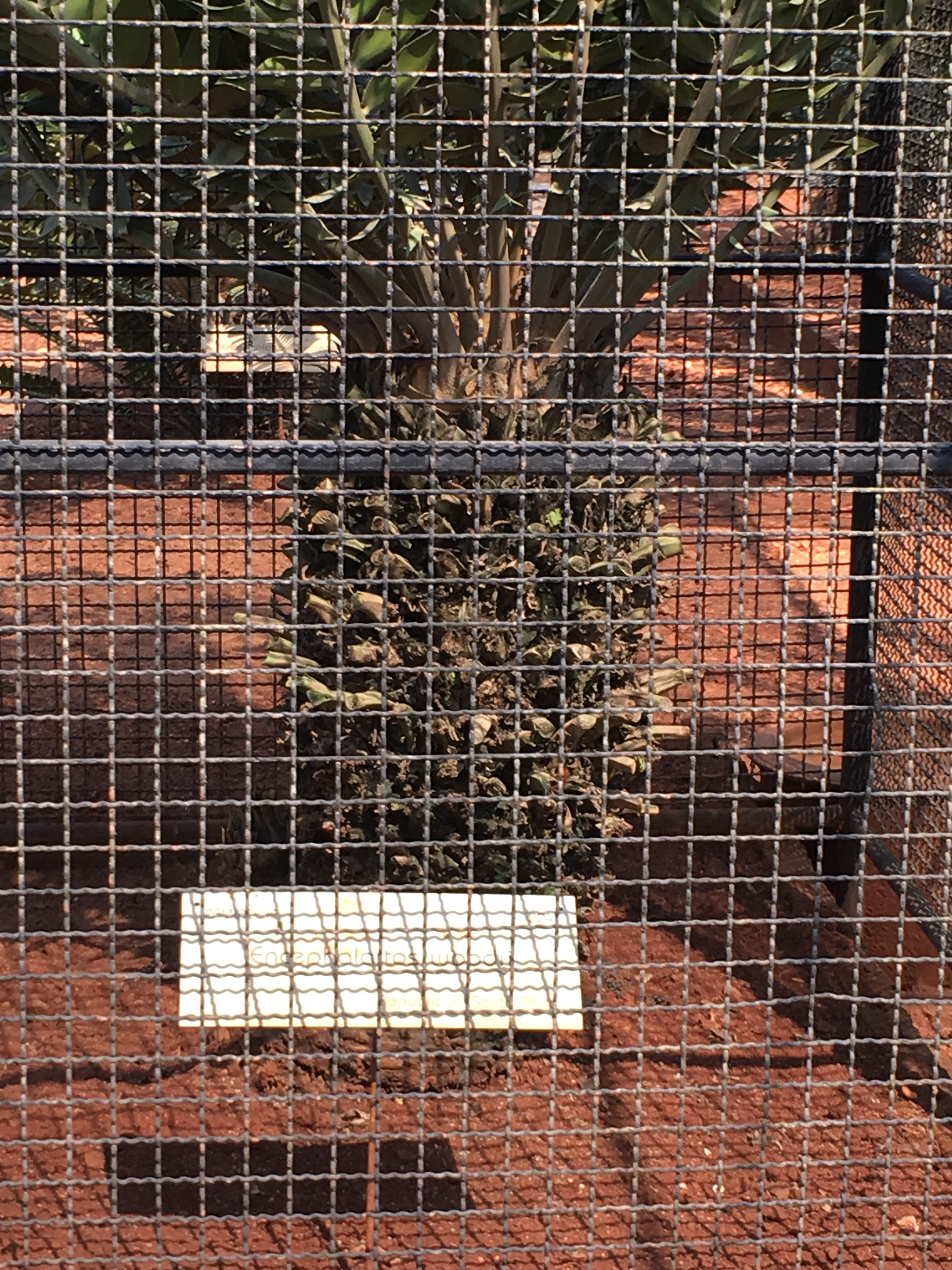
Encephalartos woodii dans une cage de protection (Nong-Nooch botanical garden)

## Conservation de l'espèce
Des recherches, menées par l'université de Southampton, sont en cours depuis 2022, pour trouver des individus femelles qui pourraient être utilisés pour produire une nouvelle génération de graines et de plantes.
Les recherches en cours sont réalisées à l'aide de drones et de logiciels d'intelligence artificielle pour trouver des individus femelles dans la forêt de Ngoye. Les recherches étaient infructueuses à la date d'un rapport de 2024, le survol des drones n'ayant concerné à cette date qu'environ 2% de la surface totale de la forêt.
D'autres recherches portent sur la capacité des individus conservés à pouvoir changer de sexe, ce qui est un comportement pouvant être observé chez d'autres espèces de cycadophytes, notamment lorsqu'elles sont soumises à des brusques variations de température,.